# Ohtla
Ohtla – wieś w Estonii, w prowincji Lääne, w gminie Martna.